# 本光院 (徳川家宣側室)
本光院（ほんこういん、生年不詳 - 宝永7年7月25日（1710年8月19日））は、江戸幕府第6代将軍・徳川家宣の側室。俗名は斎宮（いつきのみや）。名はいつき、または園。

## 生涯
徳川忠長の旧臣である小尾正直の息子・小尾直易の四女として生まれた。
宝永6年（1709年）7月半ばの頃より、家宣は御浜屋敷（浜御殿）に出向き、浜御殿奉行だった小尾直易の娘であるいつきを側室に申し立てる。その約1ヶ月後にいつきは大奥入りし、斎宮に名を改めた。
宝永7年（1710年）に懐妊するも7月24日に流産。斎宮本人も翌7月25日に没した。戒名は「本光院妙秋日円大姉」。墓所は東京都墨田区の常泉寺。斎宮の墓碑には徳川家の象徴である三つ葉葵の御紋が刻まれており、歴代将軍の側室でそのような待遇を受けた人物は他にいない。

## 関連作品
テレビドラマ
- 大奥　（1983年・関西テレビ　演：石田えり）